# مگلنا کونوا
مگلنا اشتیلیانوا کونوا (بلغاری: Меглена Щилиянова Кунева)(زادهٔ ۲۲ ژوئن ۱۹۵۷) یک سیاست‌مدار بلغاری و عضو اتحادیه اروپا است.

## اوایل زندگی و تحصیلات
کونوا در صوفیه متولد شد و از خانواده‌ای کاتولیک از شهر راکوفسکی است. او در سال ۱۹۸۱ از دانشگاه صوفیه در رشته حقوق فارغ‌التحصیل شد و در سال ۱۹۸۴ دکترای حقوق دریافت کرد. وی به‌عنوان روزنامه‌نگار در برنامه حقوقی رادیوی ملی بلغارستان فعالیت داشت و همزمان استادیار دانشگاه صوفیه بود. او به‌عنوان مجری در کارزارهای مربوط به حقوق بشر، از جمله لغو مجازات اعدام که در آن زمان در کشور برقرار بود، مشارکت داشت.
در سال ۱۹۹۰، وی به‌عنوان مشاور ارشد حقوقی در شورای وزیران بلغارستان مشغول به کار شد و این سمت را تا سال ۲۰۰۱ حفظ کرد. در همین مدت، کونوا در روابط خارجی و حقوق محیط زیست در دانشگاه جرج‌تاون و دانشگاه آکسفورد تخصص گرفت.

## فعالیت سیاسی

### فعالیت در سیاست ملی
در ژوئن ۲۰۰۱، کونوا به‌عنوان عضو مؤسس حزب لیبرال حزب ملی جنبش سیمئون دوم (NDSV) به‌عنوان نماینده (عضو پارلمان بلغارستان) انتخاب شد. در اوت ۲۰۰۱، وی سمت خود را در پارلمان بلغارستان ترک کرد زیرا به‌عنوان معاون وزیر امور خارجه و مذاکره‌کننده ارشد جمهوری بلغارستان با اتحادیه اروپا منصوب شد. او نماینده دولت بلغارستان در کنوانسیون آینده اروپا (کنوانسیون آینده اروپا) بود که معاهده قانون اساسی اتحادیه اروپا (قانون اساسی اروپا) را طراحی کرد.
در مه ۲۰۰۲، کونوا به‌عنوان نخستین وزیر امور اروپایی بلغارستان در دولت تزار سیمئون زاکس-کبورگ و گوتا منصوب شد. او این سمت را حتی پس از انتخابات پارلمانی ۲۰۰۵، زمانی که NDSV به یک شریک کوچک در دولت ائتلافی تحت سلطه حزب سوسیالیست بلغارستان به رهبری سرگئی استانیشف تبدیل شد، حفظ کرد و تنها وزیری بود که از کابینه قبلی در سمت خود باقی ماند.

### کمیسر اروپایی برای حمایت از حقوق مصرف‌کننده
در ۲۶ اکتبر ۲۰۰۶، کونوا به‌عنوان نخستین نماینده بلغارستان در کمیسیون اروپا نامزد شد. رئیس کمیسیون اروپا، خوزه مانوئل دورائو باروسو، مسئولیت حمایت از حقوق مصرف‌کننده را به او واگذار کرد. پارلمان اروپا در ۱۲ دسامبر ۲۰۰۶ با ۵۸۳ رأی موافق، ۲۱ رأی مخالف و ۲۸ رأی ممتنع، کونوا را تأیید کرد. او از ۱ ژانویه ۲۰۰۷، زمانی که بلغارستان رسماً به اتحادیه اروپا پیوست، کار خود را به‌عنوان کمیسر اتحادیه اروپا آغاز کرد. در ژانویه ۲۰۰۷، مگلنا کونوا در دیوان دادگستری اروپا در لوکزامبورگ سوگند یاد کرد.
در دوران تصدی خود، کونوا به جمع‌آوری داده‌های آنلاین (داده‌های شخصی)، پروفایل‌سازی (علوم اطلاعات) و هدف‌گذاری رفتاری علاقه‌مند بود و به‌ویژه به‌دنبال اجرای مقررات موجود در اینترنت و تنظیم‌گری در مواردی بود که پاسخ مناسبی به نگرانی‌های مصرف‌کنندگان در مورد جمع‌آوری داده‌ها داده نشده است.

### بازگشت به سیاست ملی
در سال ۲۰۱۲، کونوا به‌عنوان نامزد مستقل در انتخابات ریاست‌جمهوری شرکت کرد و ۱۴٪ از آرا را به‌دست‌آورد.
او در همان سال، حزب سیاسی جنبش بلغارستان برای شهروندان را تأسیس کرد که در سال ۲۰۱۴ به‌عنوان بخشی از ائتلاف بزرگ‌تر راست‌گرای میانه‌رو، بلوک اصلاحات، وارد پارلمان شد. کونوا به‌عنوان نماینده پارلمان انتخاب شد و سپس به‌عنوان معاون نخست‌وزیر، مسئول امور خارجه، آژانس پناهندگان و واحد حفاظت از داده‌ها منصوب شد. او همچنین بر کمیسیون مبارزه با قاچاق انسان و نهاد تازه تأسیس مبارزه با فساد نظارت داشت.
اوایل سال ۲۰۱۶، کونوا در زمانی که نظام آموزشی بلغارستان در حال اصلاحات اساسی بود، وزارت آموزش و علوم را برعهده گرفت.

### شورای اروپا
در سال ۲۰۱۸، کونوا به‌عنوان رئیس هیئت نمایندگی اتحادیه اروپا در شورای اروپا منصوب شد، جایی که در راستای ایجاد موضع مشترک اروپایی و هماهنگی بهینه میان اتحادیه اروپا و شورای اروپا همکاری کرد.
در سال ۲۰۲۴، کونوا نامزد کشورش برای جانشینی دونیا میاتوویچ در سمت کمیسر حقوق بشر شورای اروپا بود؛ اما در رأی‌گیری مجمع پارلمانی شورای اروپا در برابر مایکل اوفلاهرتی شکست خورد.

## دیگر فعالیت‌ها
- شورای روابط خارجی اروپا (ECFR)، عضو[۹]
- بنیاد ویک، عضو هیئت داوران برای رمان بلغاری سال ۲۰۰۸[۱۰]

## مواضع سیاسی
در اکتبر ۲۰۱۳، کونوا مخالفت خود را با ممنوعیت فروش زمین به خارجی‌ها که توسط پارلمان بلغارستان تصویب شده بود، اعلام کرد. این موضع، هم‌راستا با دیدگاه کمیسیون اروپا در این زمینه بود.
در دسامبر ۲۰۱۳، او اظهار داشت که بیشتر از خشم، نسبت به پلامن اورشارسکی احساس دلسوزی دارد زیرا او تصمیم‌گیرنده واقعی در شورای وزیران نیست.

## زندگی شخصی
مگلنا کونوا با آندری پراموف که یک سرمایه‌دار و پسر دبیر حزب کمونیست بلغارستان است، ازدواج کرده و آن‌ها یک پسر به نام الکساندر دارند.
علاوه بر زبان بلغاری، او به انگلیسی، فرانسوی و روسی مسلط است. کونوا به شنیدن موسیقی کلاسیک علاقه دارد.